# Lenka Janíková
Lenka Janíková (* 23. dubna 1979 Brno) je česká divadelní herečka.
V roce 2003 vystudovala muzikálové herectví na Divadelní fakultě Janáčkovy akademie múzických umění v Brně. Poté získala angažmá v Městském divadle Brno – 1. července 2004. Se svým zesnulým partnerem Jakubem Zedníčkem má dceru Mayu.

## Role vMdB
- Ela – Charleyova teta
- Irena Molloyová – Hello, Dolly!
- Ráchel – Dokonalá svatba
- Marta Nováková – Škola základ života
- Paní Corryová – Mary Poppins
- Sladká Sue – Sugar! (Někdo to rád horké)
- June, vězeňkyně – Chicago
- Fantine – Les Misérables (Bídníci)
- Valerie – Výkřiky do tmy
- Paní Lyonsová – Pokrevní bratři
- Barbara Brucknerová – Mefisto
- Moura – Cats
- Alice Beineke – The Addams Family